# Venas bronquiales
Las venas bronquiales anteriores y posteriores (TA: venae bronchiales) son pequeños vasos venosos que drenan la sangre desde las subdivisiones mayores de los bronquios en las raíces de los pulmones hacia la vena ácigos mayor, a la derecha, y hacia la vena hemiácigos menor o hemiácigos , a la izquierda, las cuales a su vez drenan a la vena cava superior Son la contraparte de las arterias bronquiales. Las venas, no obstante, no devuelven toda la sangre irrigada por las arterias; una cantidad considerable de la sangre que conducen las arterias bronquiales retorna al corazón por medio de las venas pulmonares.

## Imágenes adicionales

Diagrama de los pulmones. 1:Tráquea 2:Arteria pulmonar 3:Vena pulmonar 4:Conducto alveolar 5:Alvéolos 6:Corte cardíaco 7:Bronquiolos 8:Bronquios terciarios 9:Bronquios secundarios 10:Bronquios primarios 12:Laringe. Las venas bronquiales no están visibles.
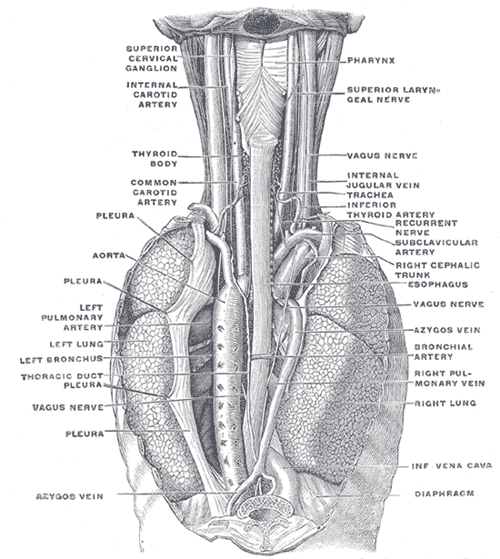
Arteria bronquial señalada al centro a la derecha. Las venas bronquiales no están señaladas, pero son la contraparte de las arterias homónimas.
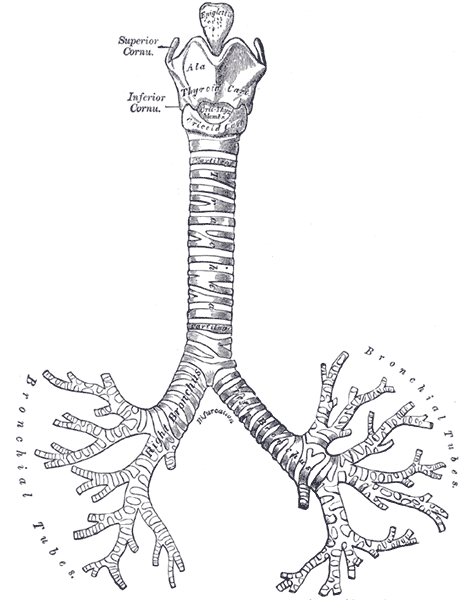
Vista frontal de los cartílagos de la laringe, la tráquea y los bronquios.
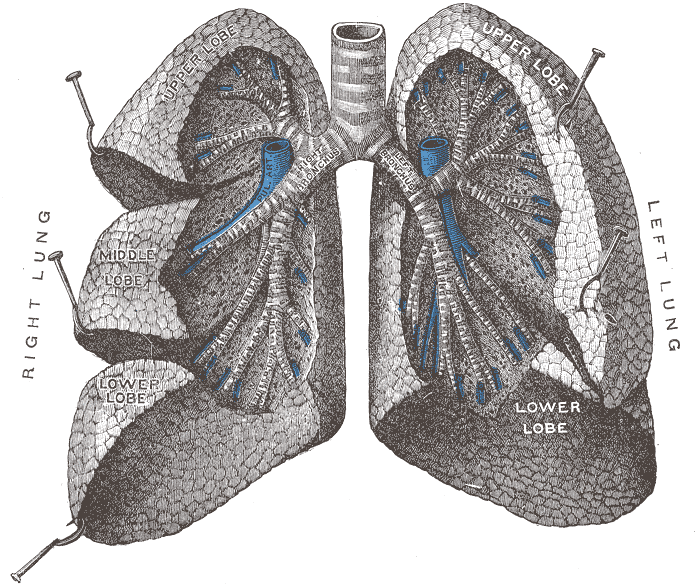
Bronquios y bronquiolos. Los pulmones han sido ampliamente separados y el tejido pulmonar recortado para exponer las vías aéreas.
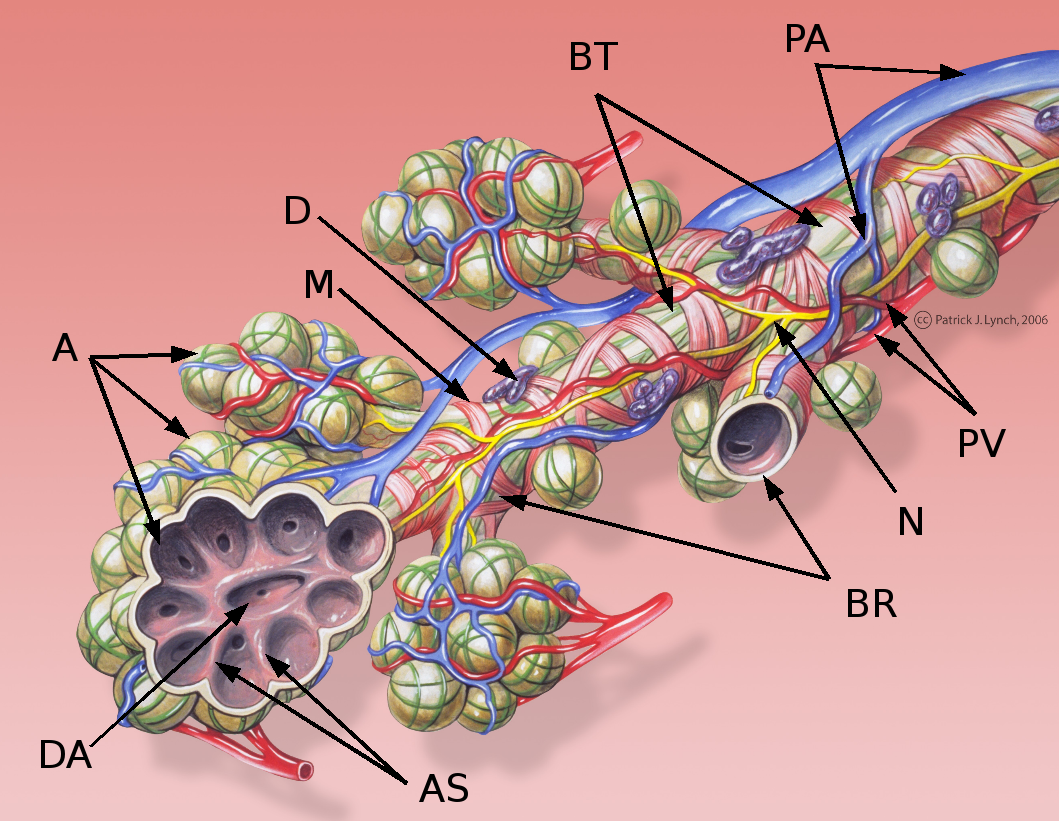
Anatomía bronquial. AS - tabique alveolar. BR - Bronquio respiratorio. BT - Bronquio terminal. D - Glándula mucosa. DA - Conducto alveolar. M - Músculo. N - Nervio. PV - Rama de la vena pulmonar. PA - Rama de la arteria pulmonar. Las venas bronquiales no están visibles.

- Datos: Q4973820